# The minotaur
The minotaur is een studioalbum van Steve Jolliffe. Het album is nooit officieel uitgegeven. Het album was in eerste instantie alleen te koop op muziekcassette tijdens concerten en waarschijnlijk ook per postorder. Het genre elektronische muziek maakte gedurende de jaren 80 moeilijke tijden door, slechts een handvol beoefenaars van het genre had een vast platencontract. Het album is een soort conceptalbum over de Minotaurus. In 2009 kwam een geremasterde versie uit op cd-r, die ook alleen bij de artiest zelf of gespecialiseerde internetwinkels te koop was.

## Musici
- Steve Jolliffe – dwarsfluit, saxofoons, toetsinstrumenten

## Muziek
| Nr. | Titel                | Duur |
| --- | -------------------- | ---- |
| 1.  | Beauty in the beast  | 2:45 |
| 2.  | Daedalus             | 4:05 |
| 3.  | The Kretan empire    | 4:07 |
| 4.  | Bulldance            | 4:02 |
| 5.  | In the scared cave   | 1:46 |
| 6.  | Dancers              | 2:19 |
| 7.  | Solitude             | 2:45 |
| 8.  | Procession           | 3:07 |
| 9.  | The rape of Pasiphaë | 3:23 |
| 10. | Queen Phaedra        | 2:37 |
| 11. | Desolation           | 2:08 |
| 12. | Prediction           | 2:28 |
| 13. | The minotaur         | 3:51 |
| 14. | Woman                | 3:37 |